# Macbridea alba
Macbridea alba är en kransblommig växtart som beskrevs av Alvin Wentworth Chapman. Macbridea alba ingår i släktet Macbridea och familjen kransblommiga växter. Inga underarter finns listade i Catalogue of Life.

## Bildgalleri

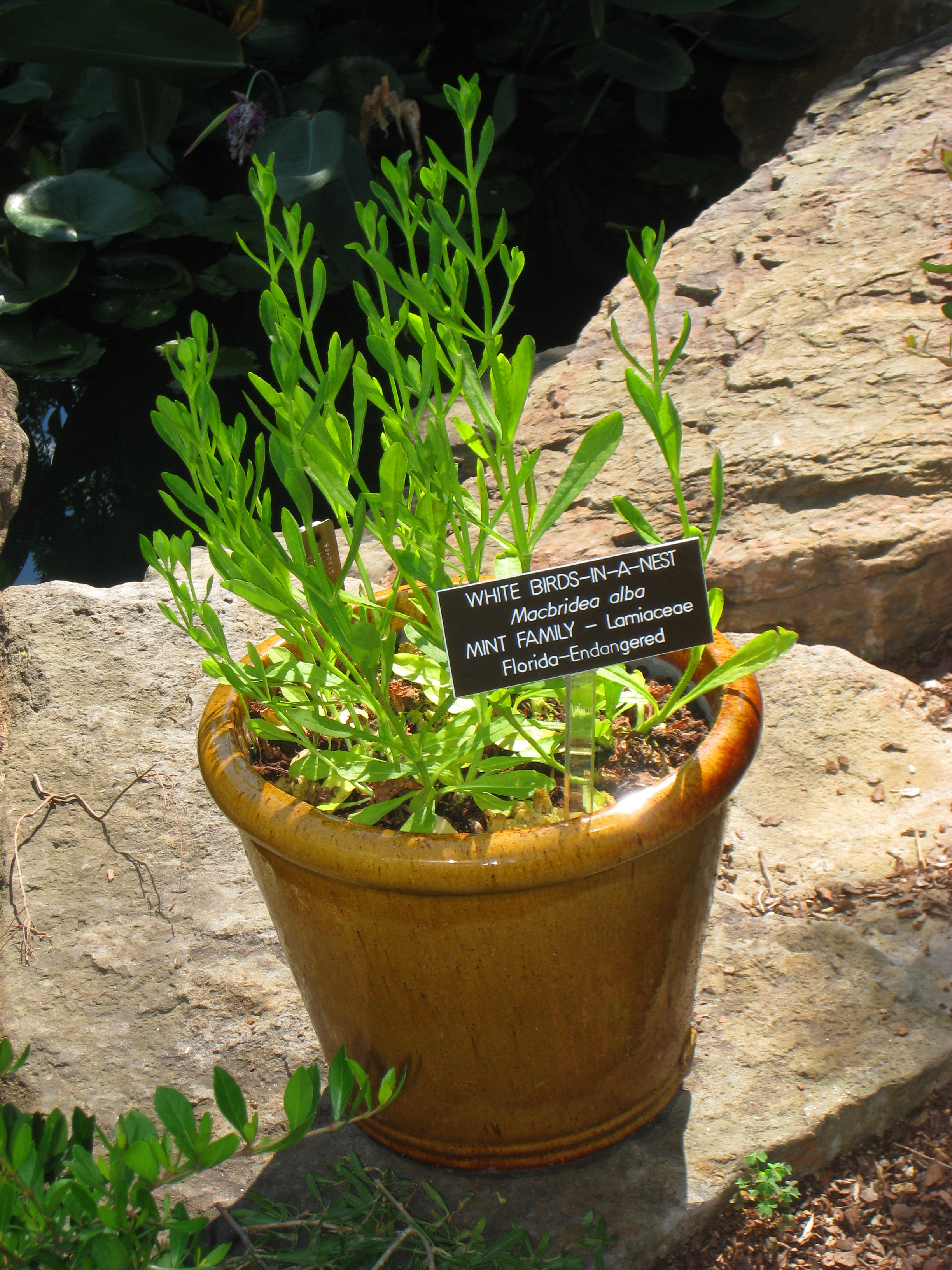